# Opere di Giovanni Battista Pittoni

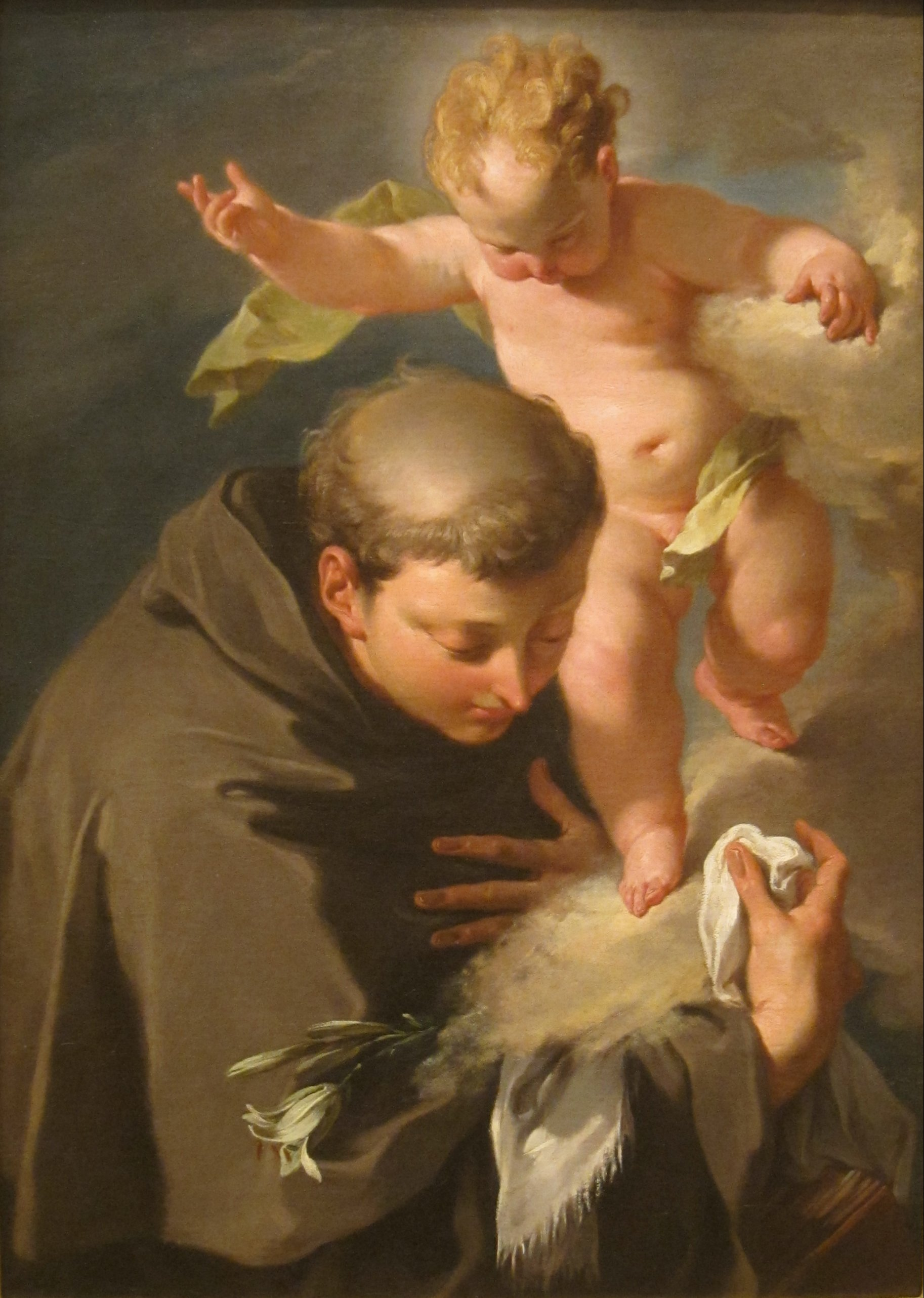
La visione di Sant'Antonio da Padova, 1730, San Diego Museum of Art, California, Stati Uniti d'America

La tabella successiva è un elenco, non completo, delle principali opere di Giovanni Battista Pittoni, elencate per collocazione e cronologicamente. Le opere più preziose di Pittoni sono quelle di piccole dimensioni, che raffigurano Madonne con bambino e recanti il tipico colore "blu Pittoni".
Le opere dell'artista non sono quasi mai firmate o datate. Molte delle opere sono andate disperse e distrutte durante le due guerre mondiali.

## Americhe

### Brasile
- Dionisio e Ariadne, Museo d'arte di San Paolo, Brasile

### Stati Uniti d'America
- Susanna e i vecchioni, 1720, pastello nero su carta, Metropolitan Museum of Art, New York
- Santi presentano una devota alla Vergine e al Bambino, 1720, olio su tela, The Cleveland Museum of Art, Cleveland
- Sacrificio di Polissena, 1733-1734, olio su tela, Getty Museum, Malibu, Los Angeles
- Visione di Sant'Antonio da Padova, 1730, olio su tela, San Diego Museum of Art, San Diego
- Presentazione di Gesù al Tempio, 1730, olio su tela, Baltimore Museum of Art, Baltimora
- Sacrificio di Polissena presso la tomba di Achille, 1735, olio su tela, Walters Art Museum, Baltimora
- Sacrificio di Isacco, 1750-1755, olio su tela, Museum of Fine Arts, Boston
- Memoriale a James, I conte Stanhope, olio su tela, Chrysler Museum of Art, Norfolk
- Martirio di san Bartolomeo, olio su tela, Museo Nelson-Atkins, Kansas City
- Sacrificio di Isacco, olio su tela, Speed Art Museum, Louisville
- Mosè salvato dalle acque, olio su tela, Portland Art Museum, Portland

## Europa

### Regno Unito
- Natività con Dio Padre e lo Spirito Santo, 1740, National Gallery, Londra
- Apoteosi di san Girolamo, con san Pietro di Alcantara e un francescano, 1725, olio su tela, 275 x 143 cm, National Gallery of Scotland, Edimburgo
- Sacra Famiglia, 1730-40, The Courtauld Gallery, Londra
- Saint Anthony of Padua adoring the christ child, The Courtauld Gallery, Londra
- Cristo consegna le chiavi a san Pietro, Ashmolean Museum, Oxford
- Cristo e l'adultera, 1730-1732, Graves Art Gallery, Sheffield
- Venus giving Armour to Aeneas, National Trust, Basildon Park, Berkshire
- Cleopatra and the pearl, National Trust, Basildon Park, Berkshire
- Death of Lucretia, National Trust, Basildon Park, Berkshire
- Tomba allegorica di sir Isaac Newton, circa 1727-29, Fitzwilliam Museum, Cambridge
- Presepio (The Nativity), Sidney Sussex College, Cambridge, University of Cambridge
- Sacrificio di Polissena, (di bottega) 1767, York Museums Trust, York
- Saint prosdocimus baptising Saint Daniel, York Art Gallery, York
- Salomone e la regina di Saba, Walker Art Gallery, Liverpool
- Assunzione della Vergine, New Walk Museum and Art Gallery, Leicester
- The sacrifice of Jephthas daughter, Southampton City Art Gallery, Southampton
- Haman Esther and Ahasuerus, Brighton Museum & Art Gallery, Brighton and Hove
- Ricordo of the martyrdom of Saint Lawrence, National Trust, Hinton Ampner, Hampshire
- Adoration of Shepheards, Courtauld Gallery, University of London
- Salom and the Queen of Sheba, Walker Art Gallery, Liverpool
- Allegory of Winter and Summer, Bristol City Museum and Art Gallery, Bristol

### Francia
- Venere e Marte, 1720-1725, Parigi, Museo del Louvre
- Bacco e Arianna, 1720-1725, Parigi, Museo del Louvre
- Polissena di fronte alla Tomba di Achille, Parigi, Museo del Louvre
- Consegna delle chiavi, Parigi, Museo del Louvre
- Susanna e i vecchioni, 1723-1725, Parigi, Museo del Louvre
- Tomba allegorica dell'arcivescovo Tillostson, 1726-1727, Parigi, Museo del Louvre
- Continenza di Scipione, 1733-1735, Parigi, Museo del Louvre
- Allegoria dell'estate e dell'inverno, ante 1738, Parigi, Collezione Moratilla
- Madonna, Parigi, Collezione Moratilla
- Eliseo e Rebecca, ante 1725, Bordeaux, Musée des Beaux-Arts
- Natività, olio su tela, 74×56 cm, Quimper, Musée des Beaux-Arts
- Testa della Vergine, olio su tela, 44 x 35 cm, Strasburgo, Museo di Belle Arti

### Russia
- Due figure allegoriche, 1762 -1767, soffitto in tela, Lomonosov, Reggia di Oranienbaum, Palazzo Cinese
- La benedizione di Giacobbe, 1713-1714, olio su tela, San Pietroburgo, Museo dell'Ermitage
- Matrimonio di Placidia con Costanzo, ca. 1740, olio su tela, San Pietroburgo, Museo dell'Ermitage
- Diana e Endimione, 1723, olio su tela, San Pietroburgo, Museo dell'Ermitage
- Morte di re Candaule, ca. 1720, olio su tela, 161 x 201 cm, San Pietroburgo, Museo dell'Ermitage
- Sacrificio di Polissena, olio su tela, 129 x 94 cm, San Pietroburgo, Museo dell'Ermitage
- Didone fonda Cartagine, ca. 1720, olio su tela, 161 x 200 cm, San Pietroburgo, Museo dell'Ermitage
- Morte di Sofonisba, 1716-1720, Mosca, Museo Puškin delle belle arti
- Onorio elegge Costanzo suo cogovernatore, 1740, Mosca, Museo Puškin delle belle arti

### Germania
- Morte di Agrippina e La morte di Seneca, Gemäldegalerie Alte Meister, Dresda
- Morte di san Giuseppe, olio su tela, Museum Berggruen, 97 x 79 cm, Berlino
- Madonna, Gemäldegalerie (Berlino), Berlino
- San Pietro, Hamburger Kunsthalle, Amburgo
- Lapidazione di santo Stefano, secondo pannello a destra dell'altare della Chiesa di S.Maria, Dießen
- Transito di san Giuseppe, Wallraf-Richartz Museum, Colonia

### Svezia
- Alessandro Magno riceve l'omaggio della famiglia di Dario, Museo nazionale di Stoccolma

### Svizzera
- Adorazione dei Re Magi, Musée d'art et d'histoire di Ginevra, Svizzera

### Ungheria
- Miracolo di sant'Elisabetta d'Ungheria, Budapest
- San Rocco, Museo di belle arti (Budapest)
- Sant'Elisabetta d'Ungheria che distribuisce le elemosine, 1734, olio su tela, 72 x 43 cm, Szépmûvészeti Múzeum, Budapest

### Repubblica Ceca
- Natività di Gesù, Galleria del Castello di Praga

### Spagna
- Madonna col Bambino e santi, 1734, olio su tela, 36 x 32 cm, Museo del Prado, Madrid
- Riposo durante la fuga in Egitto (Pittoni), 1725, olio su tela, 108 x 135 cm, Museo Thyssen-Bornemisza, Madrid
- Alessandro entra trionfatore in Babilonia, 1737, olio su tela, 250 x 350 cm, Collection Patrimonio Nacional, Madrid
- Sacrificio di Polissena, olio su tela (di bottega), Museo Thyssen-Bornemisza, Madrid

### Montenegro
- Sacra Famiglia, Museo nazionale del Montenegro, Cettigne

### Danimarca
- Continenza di Scipione, Statens Museum for Kunst, Danimarca

### Italia
- Bacco e Arianna del Senato, ovale del soffitto di Palazzo Madama, Sala Cavour, Senato della Repubblica Italiana, Roma
- Davide dinnanzi all'arca, Museo Galleria degli Uffizi, Firenze
- Sacrificio della figlia di Iefte, Palazzo Reale di Genova, Sala delle Battaglie, Genova
- Sacrificio di Polissena, Palazzo Taverna, Roma
- San Gerolamo, Museo civico di Roma, Musei di Roma, Roma
- Ercole e Onfale (Pittoni), Galleria nazionale d'arte antica di palazzo Corsini, Palazzo Corsini, Accademia Nazionale dei Lincei, Roma
- Madonna col Bambino, santa Rosa da Lima, san Carlo Borromeo, san Bonaventura e san Domenico, 1735, Collezione Prampolini, Roma
- Annibale giura odio ai romani, Pinacoteca di Brera, Milano
- Bacco e Arianna, Pinacoteca di Brera
- Istituzione dell'Ordine delle suore della Visitazione, Chiesa di Santa Maria della Visitazione, Milano
- San Giuseppe col bambino e San Giovannino, Chiesa di San Giacomo, Como
- La Madonna col bambino e San Filippo Neri, Cattedrale di Morbegno, Sondrio
- Alessandro Magno riceve l'omaggio della famiglia di Dario, Galleria nazionale di Parma
- Maria Maddalena in adorazione del Crocifisso, Galleria nazionale di Parma
- Martirio di santa Esteria, Duomo di Bergamo, Bergamo
- Adorazione dei Magi, 1740, collegiata dei Santi Nazaro e Celso, Brescia
- Allegoria di Venezia, Museo civico di Belluno
- Ritratto del cardinale Bartolomeo Roverella, Accademia dei Concordi, Rovigo
- San Domenico, olio su tela, 98,5x80,5 cm, Museo Diocesano Tridentino, Trento
- Gloria di san Camillo de Lellis, (attribuito) Chiesa dei Santi Gregorio e Siro, Bologna
- San Matteo Evangelista e l'angelo, Pieve della Natività di Maria, Borgo Valsugana, Trento
- Allegoria della Speranza, Civici musei e gallerie di storia e arte, Udine
- Diana e Atteone, Pinacoteca civica di Vicenza, Vicenza
- Diana e le ninfe, Museo di Palazzo Chiericati, Vicenza
- Madonna col Bambino e i santi Pietro, Paolo e Pio V, 1723, chiesa di Santa Corona, Vicenza
- Madonna col Bambino e i santi Pietro, Paolo, Giuseppe e un santo vescovo, chiesa parrocchiale di San Germano dei Berici, Val Liona, Vicenza
- Sacrificio di Polissena, (1720 circa, distrutto) Palazzo Caldogno Tecchio, Vicenza

#### Venezia
- Annunciazione, 1757, Venezia, Accademia di Belle Arti
- La Maddalena, ante 1740, olio su tela, 47 x 38 cm, Venezia, Gallerie dell'Accademia
- Crasso saccheggia il tempio di Gerusalemme, 1743, olio su tela, 54 x 72 cm, Venezia, Gallerie dell'Accademia
- Annunciazione, 1757, olio su tela, 153 x 205 cm, Venezia, Gallerie dell'Accademia
- Moltiplicazione dei pani e dei pesci, 1725-26, olio su tela, 540 x 830 cm, Venezia, Gallerie dell'Accademia
- Giustizia e Pace con Minerva e Giove, olio su tela, Venezia, Ca' Pesaro
- Transito di Giuseppe, 1735, 70 x 45 cm, Venezia, Museo Correr
- La Continenza di Scipione, 1735, mm 280 x 340 cm, disegno a penna, Venezia, Museo Correr
- Allegoria della Poesia e Allegoria della Musica, pendants, parete nord della "Stanza verde", Stra, Villa Pisani
- Agar confortata da un angelo nel deserto, olio su tela, Venezia, chiesa di Santa Maria Gloriosa dei Frari
- Supplizio di San Tommaso, Venezia, chiesa di San Stae
- Sant'Eustachio rifiuta di adorare gli idoli, Venezia, chiesa di San Stae, sacrestia
- Sacrificio di Isacco, 1720, olio su tela, 118 x 155 cm, Venezia, chiesa di San Francesco della Vigna
- Circoncisione di Gesù, 1727, olio su tela, 308 x 477 cm, Venezia, conservatorio Benedetto Marcello (in deposito dalle Gallerie dell'Accademia)
- Santi Cecilia e Cassiano, Venezia, Chiesa di San Cassiano, cappella della sacrestia
- Madonna col Bambino e i Santi Carlo Borromeo e Filippo Neri, Venezia, Chiesa di San Cassiano, cappella della sacrestia
- Madonna col Bambino e i santi Giuseppe, Antonio, Rocco, Lorenzo e Sebastiano, Venezia, Chiesa di San Giacomo dall'Orio
- Madonna col Bambino e san Filippo Neri, Venezia, Chiesa di San Giovanni Elemosinario, sacrestia
- Sant' Agostino in Gloria, Venezia, Chiesa di San Giovanni Elemosinario, sacrestia
- Santi Simone e Matteo, Venezia, Chiesa di Santa Maria dei Derelitti e dell'Ospedaletto
- Santi Taddeo e Mattia, Venezia, Chiesa di Santa Maria dei Derelitti e dell'Ospedaletto
- Madonna col Bambino e sant'Antonio adorati da san Galliano, 1754, olio su tela, Venezia, Pinacoteca Manfrediniana, Seminario Patriarcale
- Madonna col Bambino e san Giuseppe adorati dalle sante Orsola e Teresa e un santo sacerdote, 1754, olio su tela, Venezia, Pinacoteca Manfrediniana, Seminario Patriarcale
- Tomba allegorica di Charles Sackville VI Conte di Dorset, 1730-35, Venezia, Cassa di Risparmio di Venezia

## Oceania

### Australia
- La moltiplicazione dei pani e dei pesci (1725), National Gallery of Victoria, Australia
- L'Istituzione dell'ordine delle suore (1734) National Gallery of Victoria, Australia
- Santa Maria Maddalena, National Gallery of Victoria, Australia

### Nuova Zelanda
- Schizzo per Mosè salvato dalle Acque, Christchurch Art Gallery, Nuova Zelanda